# 夏斯利瓦
49°12′11″N 28°53′58″E / 49.20306°N 28.89944°E
夏斯利瓦（烏克蘭語：Щаслива），是烏克蘭的村落，位於該國西南部文尼察州，由文尼察區負責管轄，始建於1860年，面積3.02平方公里，海拔高度265米，2001年人口810，人口密度每平方公里268.66人。